# Сталінградський край
Сталінградський край (рос. Сталинградский край) — адміністративна одиниця на території Російської Радянської Федеративної Соціалістичної Республіки, що існувала 10 січня 1934 — 5 грудня 1936. Адміністративний центр — місто Сталінград.
Виник шляхом поділу Нижньоволзького краю на Сталінградський і Саратовський краї. До складу Сталінградського краю увійшла територія колишніх Астраханського, Камишинського, Сталінградського і Хоперського округів, а також Калмицька автономна область.
22 жовтня 1935 Калмицька автономна область перетворена на Калмицьку АРСР.
5 грудня 1936 край перетворено на Сталінградську область і Калмицьку АРСР.